# Dog Creek Indian Reserve 2
Dog Creek Indian Reserve 2 är ett reservat i Kanada.   Det ligger i provinsen British Columbia, i den sydvästra delen av landet, 3 400 km väster om huvudstaden Ottawa.
I omgivningarna runt Dog Creek Indian Reserve 2 växer i huvudsak barrskog. Trakten runt Dog Creek Indian Reserve 2 är nära nog obefolkad, med mindre än två invånare per kvadratkilometer.